# MI-KO
MI-KO（みーこ）は、日本の女性声優。主にアダルトゲームに声をあてている。

## 出演
太字はメインキャラクター。

### アダルトゲーム
1998年
- DAWN*SLAVE 〜期せず擒とされた姫の處と心と拠〜（ファナ・ヴァロア）

1999年
- GREEN 〜秋空のスクリーン〜（水野雅志）

2000年
- GREEN AM BOOK Color of GREEN（水野雅志）

2001年
- 沈マナイ月（瑠奈）

2002年
- 天使に抱かれて 小説「天使に抱きしめられて」より
- なないろ 恋の天気予報（秋月かなた）
- お兄ちゃん受信中（あや）
- Plastic Boys 〜水色のキモチ〜（タマ）
- from The Darkness -淫獣幻夢-（一ノ瀬優華、岡本瞳）
- 泣カナイ月（瑠奈）
- イタミノウミ
- お兄ちゃんやめて（刹那）
- 淫虐女子監獄〜凌辱の檻〜（坂巻千春）

2003年
- チェリーボーイにくびったけ（長田まりも）
- 野獸戰隊シバルカン（牛久藍〈シバルブルー〉、アグネス〈レポーター〉、バッファローゾネス、ジュネイラ）
- ごめんね副会長（遠藤沙弥、河内すず）

2004年
- こいじばし（彼女）
- ひ・み・つ・の放課後〜危ない同棲性活〜（女子）
- 裏入学 〜淫液に濡れた教科書〜（及川美由）
- まるコン（ベル 他）
- 鳥篭-TORIKAGO-（ナムチ）
- 愛のメイドホテル物語〜愛しのスク水メイド〜（岬河名 他）

2005年
- DAWN*SLAVE2 〜紅の刹那・純白の刻〜（璃瑞） - ダウンロード版
- MAGICALWITCH ACADEMY 〜ボクと先生のマジカルレッスン〜（スピカ 他）
- 家族交感（2005年 - 2006年）
  - 家族交感 姉・母・妹（2005年、安藤メグル）
  - 家族交感 DL04 DOG PANIC!（2005年、安藤メグル）
  - 家族交感 禁断の章「家族交感 姉・母・妹」ファンディスク（2006年、安藤メグル）

- おまたせ!雀バラや♪（王舞我、婆さん）
- ひなたると-ひなたぼっこファンディスク-（岬林檎）

2006年
- ふぃぎゅ@メイト
- はちゅかの（唐本屋りあん）
- 超満淫〜女子性奴車内調教〜（春日みのり）

2007年
- 飛ぶ山羊はさかさまの木の夢を見るか（深幸歩由）
- お嬢様の為に鐘は鳴る（くま）
- 幼なじみと甘〜くエッチに過ごす方法（奈緒 他）

2008年
- ミンナノウタ〜Everyone's song〜（バキュラ）
- むすめーかー（巣蓋さん）
- ラッキー×クロス（乙部アン）

2009年
- ふわりコンプレックス（沖田つかさ）

2010年
- 乙女恋心プリスター（フライデー・サクラバ）

2011年
- そらいろメモワール（天神加恋）

2017年
- リアルエロゲシチュエーション！（里神なずな）

2018年
- リアルエロゲシチュエーション！H×3（里神なずな）

時期不明
- アナザーヒロイン（水無月芽依）
- ミナシゴノシゴト（ラー）
- LAST DRAGOON（ルージュ、ハーティ、マルティリア）
- ShiningSongSTARNOVA（島崎ささみ）
- 淫魔降臨デビル☆カーニバル（イルカ、マチルダ）
- 大冒険！ゆけ★ゆけおさわりアイランド（天竺モルモ、丑田桃胡）

### 一般向ゲーム
- Perfect Prince（2002年、ルナリス＝ドミニクス・ネイアポリス[3]）
- GIRLSブラボー Romance15's（2005年、子ねこ）

### 18禁OVA
- リアルエロゲシチュエーション！ THE ANIMATION 第2巻（里神なずな）

### ASMR音声作品
- 保健室の先生が、優しい課外授業をしてあげます（2018年、白金深雪）